# HD 69142
HD 69142，又名CD-39 4128，SAO 219635、HR 3243，是一颗恒星，视星等为4.44，位于銀經257.35，銀緯-3.21，其B1900.0坐标为赤經8h 10m 29.8s，赤緯-40° -3.21′ 32″。